# Мейо, Миранда Рэй
Мира́нда Рэй Ме́йо (англ. Miranda Rae Mayo; род. 14 августа 1990, Фресно, Калифорния) — американская телевизионная актриса.
Мейо родилась и выросла во Фресно, штат Калифорния, где начала свою карьеру будучи ребёнком, появляясь в локальных постановках . Затем она переехала в Лос-Анджелес, где работала моделью, прежде чем дебютировать на телевидении. В 2013 году Мейо имела второстепенную роль в шестом сезоне ситкома BET «Игра»[уточнить]. а в следующем году присоединилась к дневной мыльной опере «Дни нашей жизни». В начале 2015 года у неё была второстепенная роль в сериале ABC Family «Милые обманщицы».
В 2015 году Мейо получила одну из центральных ролей в прайм-тайм мыльной опере ABC «Кровь и нефть», играя внебрачную дочь персонажа Дона Джонсона от связи с чёрной женщиной. Также в 2015 году Мейо появилась во втором сезоне сериала HBO «Настоящий детектив». В 2016 году она присоединилась к сериалу NBC «Пожарные Чикаго» в роли нового пожарного.

## Фильмография
| Год                | Название на русском           | Название на английском      | Роль           | Примечания                      |
| ------------------ | ----------------------------- | --------------------------- | -------------- | ------------------------------- |
| 2011               | Закон и порядок: Лос-Анджелес | Law & Order: LA             | Анна           | Эпизод: «El Sereno»             |
| 2011               | Сверхвоины                    | Supah Ninjas                | Ассистент      | Эпизод: «The Magnificent»       |
| 2013               | Игра[уточнить]                | The Game                    | Патрис Шейбани | Второстепенная роль, 5 эпизодов |
| 2014—2015          | Дни нашей жизни               | Days of Our Lives           | Зоуи Браунинг  | Дневная мыльная опера           |
| 2015               | Милые обманщицы               | Pretty Little Liars         | Талия Сандовал | Второстепенная роль, 7 эпизодов |
| 2015               | Настоящий детектив            | True Detective              | Вера Мачадо    | Второстепенная роль, 3 эпизодов |
| 2015               | 128 ударов сердца в минуту    | We Are Your Friends         | Кортни         |                                 |
| 2015               | Кровь и нефть                 | Blood and Oil               | Лейси Бриггс   | Регулярная роль, 10 эпизодов    |
| 2015               | Девушка на фотографиях        | The Girl in the Photographs | Роза           |                                 |
| 2016 — наст. время | Пожарные Чикаго               | Chicago Fire                | Стелла Кидд    | Регулярная роль                 |